# ديتر أولريش
ديتر أولريش هو مؤرخ الفن سويسري، ولد في 12 أكتوبر 1958 في زيورخ في سويسرا.

## وصلات خارجية
- ديتر أولريش على موقع ميوزك برينز (الإنجليزية)
- ديتر أولريش على موقع ديسكوغز (الإنجليزية)